# NGC 5817
NGC 5817 é uma galáxia lenticular (S0) localizada na direcção da constelação de Libra. Possui uma declinação de -16° 10' 50" e uma ascensão recta de 14 horas, 59 minutos e 40,8 segundos.
A galáxia NGC 5817 foi descoberta em 1886 por Ormond Stone.